# Bauhinia hirsuta
Bauhinia hirsuta är en ärtväxtart som beskrevs av Johann Anton Weinmann. Bauhinia hirsuta ingår i släktet Bauhinia och familjen ärtväxter. Inga underarter finns listade i Catalogue of Life.